# Hands Tied
Hands Tied è un singolo discografico della cantante statunitense Toni Braxton, pubblicato nel 2010.

## Il brano
Il brano è stato scritto da Heather Bright, Warren "Oak" Felder e Harvey Mason Jr. e prodotto da Oak Felder e Mason. Esso è stato estratto dal sesto album in studio di Toni Braxton Pulse.

## Tracce
- Singolo Remix

1. Hands Tied (Hex Hector Club Mix) – 7:21
2. Hands Tied (Hex Hector Remix – Radio Edit) – 4:35

## Video
Il videoclip della canzone è stato diretto da Bille Woodruff. Esso vede la partecipazione degli attori Michael Jai White, Cory Hardrict, Eric Balfour, Victor Webster, Robert Scott Wilson, Ryan Paevey e Jensen Atwood.